# 伊勢学園高等学校
伊勢学園高等学校（いせがくえんこうとうがっこう）は、三重県伊勢市黒瀬町に所在する私立高等学校。

## 沿革
- 1913年（大正2年）6月20日 - 三重百日算簿記学校設立（学園創立記念日）
- 1963年（昭和38年）
  - 2月1日 - 伊勢女子高等学校（全日制普通科・商業科）の設立許可（女子校創立記念日）
  - 4月1日 - 伊勢女子高等学校開校
- 1964年（昭和39年）1月9日 - 伊勢市黒瀬町向山に新校舎完成
- 1966年（昭和41年）4月1日 - 衛生看護科（全日制）を設置
- 1969年（昭和44年）4月1日 - 衛生看護科（定時制）を併設
- 1992年（平成4年）
  - 4月1日 - 制服改定
  - 7月23日 - 大韓民国群山中央女子高等学校と姉妹校締結
- 1994年（平成6年）4月1日 - 商業科募集停止、普通科コース制実施、学校完全5日制実施、土曜講座実施
- 2000年（平成12年）3月31日 - 衛生看護科（定時制）廃科
- 2001年（平成13年）4月1日 - 衛生看護科(全日制)募集停止、普通科新コース制実施
- 2007年（平成19年）8月 - 男女共学化に向けた会議が発足、2008年（平成20年）4月に認可された。
- 2009年（平成21年）4月 - 伊勢学園高等学校に改称、男女共学化[1]

## 歴代校長一覧
- 初代 - 近藤不二彦 （1963年（昭和38年）4月1日～）
- 2代 - 森島平三郎 （1969年（昭和44年）10月1日～）
- 3代 - 玉木次郎 （1975年（昭和50年）4月1日～）
- 4代 - 中西重雄 （1978年（昭和53年）4月1日～）
- 5代 - 岡本肇 （1979年（昭和54年）4月1日～）
- 6代 - 幸野鶴雄 （1982年（昭和57年）4月1日～）
- 7代 - 宮本幸弥 （1985年（昭和60年）4月1日～）
- 8代 - 中西重雄 （1987年（昭和62年）4月1日～）
- 9代 - 浜田泰彦 （1988年（昭和63年）4月1日～）
- 10代 - 竹内繁吉 （1989年（平成元年）4月1日～）
- 11代 - 世古明 （1996年（平成8年4月1日～）
- 12代 - 森久視 （1998年（平成10年4月1日～）
- 13代 - 松本和利 （2001年（平成13年）4月1日～）
- 14代 - 皿屋敏夫 （2012年（平成24年）4月1日～）
- 15代 - 池田覚 （2018年（平成30年）4月1日～）
- 16代 - 坂本研太 （2025年（令和7年）4月1日～）

## 教育組織
次の教育組織がある。
- 全日制の課程
  - 普通科
    - 特別進学コース - 大学や短大への進学を目指すコース
    - 看護医療コース - 看護系や福祉の大学や専門学校等へ進学し、看護師国家試験合格を目指すコース
    - 選択コース（2年次から、次の3つのコースのうち1つへ進む）
      - 情報ビジネスコース - コンピュータを使った授業を多く組み込んだコース
      - 生活デザインコース - ファッション・クッキング・メイクなど将来の家庭生活をより充実したものにするための知識や技能を学ぶコース
      - 進学コース - 2年次から大学・短大への進学を目指す人のためのコース

## 教育方針

### 建学の精神
本校は崇高な愛の精神に立ち、日本文化の特質と伝統を尊重し、温雅な校風のもと豊かな人間性を養い、健全な精神と身体を育成するとともに知識と教養を高め、もって各人固有の特性を十分に発揮し、広く社会国家のために貢献することのできる有為な人材を育成する。

### 校訓
- 「美しく生きる」

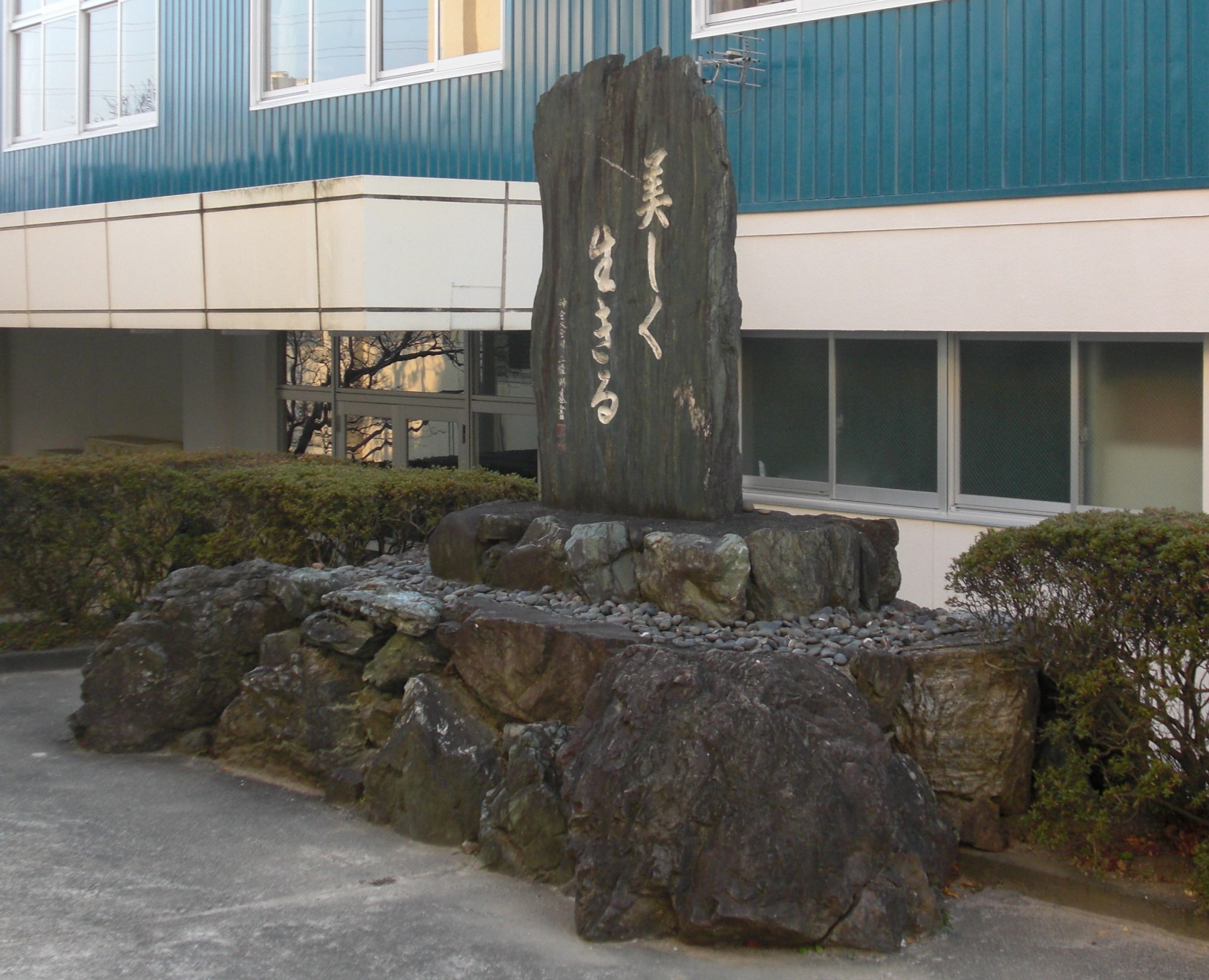
校訓の石碑「美しく生きる」

- 「強く生きる」 - 共学化に伴い追加された。

### 教育方針
3年間で確かなステップアップが図れるよう、カリキュラムを構築。
豊な教養を身につけながら、早い時期から将来への明確な意識を高めていきます。
学力アップだけでなく、人との関わりや常識・マナー等の生活習慣指導を行い、総合的な教育を行います。
詳しいことは、こちら を参照してください。

## 制服
ELLE ECOLEの制服を採用している。2012年11月21日発売の渡辺麻友のシングル『ヒカルものたち』のカップリング曲『サヨナラの橋』のミュージック・ビデオでは、渡辺が全国47都道府県の制服を着用し、三重県代表として伊勢学園高校の制服が選ばれた。渡辺は「スカートの模様が珍しくて、新鮮な気持ちでした。」とコメントしている。

## 部活動
ソフトボール部は強豪として知られ、1998年（平成10年）から6年連続で全国高等学校総合体育大会（インターハイ）に出場、2006年（平成18年）にはのじぎく兵庫国体で準優勝するなど全国レベルでの活躍が目立つ。
2023年には全国高校総体で6位入賞も果たしている。
陸上競技部は、2023年10月にニンジニアスタジアムで開催された第17回U18/第54回U16陸上競技大会にて男子やり投げで優勝も果たしている。他にも、全国高校総体や国民スポーツ大会でも入賞している。

### 運動部
- ★陸上競技
- ★ソフトボール
- ★弓道
- バスケットボール
- バレーボール
- 剣道
- バドミントン
- サッカー
- ヒップホップダンス
- 卓球

### 文化部
- eスポーツ
- 演劇
- 科学
- 書道
- 写真
- 商業実務
- コーラス
- イラスト
- 茶道
- 華道
- 家庭手芸
- 手話
- 軽音楽

### 学校所属クラブ
- ブロッサムサークル
- 吹奏楽

★は指定強化部

## 交通
- 近鉄山田線・鳥羽線宇治山田駅 - 自転車：約15分
- JR参宮線五十鈴ケ丘駅 - 徒歩：約10分
- 三重交通路線バス 伊勢学園前 - すぐ。

## 周辺

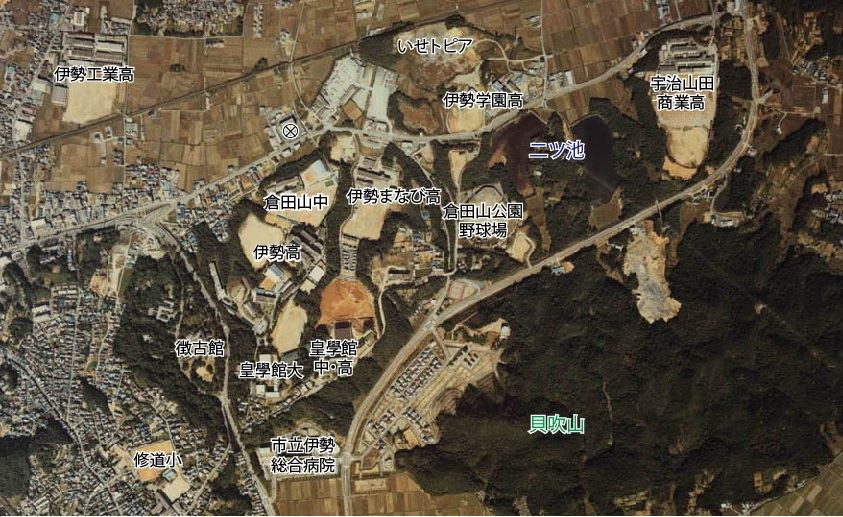
伊勢学園高校周辺

伊勢市の文教地区にあるため、多くの学校が集まっている。
- 双康幼稚園（校地内）
- 伊勢保健衛生専門学校（校地内）
- 伊勢市生涯学習センター（いせトピア）
- マックスバリュ神田久志本店
- 三重県立宇治山田商業高等学校
- 三重県立伊勢まなび高等学校
- 三重県立伊勢高等学校
- 皇學館中学校・高等学校
- 皇學館大学
- 伊勢市立倉田山中学校